# Dixie Carter
Dixie Virginia Carter (ur. 25 maja 1939 w McLemoresville w stanie Tennessee, zm. 10 kwietnia 2010 w Houston w stanie Teksas) – amerykańska aktorka filmowa, telewizyjna i musicalowa, nominowana do nagrody Emmy.
Carter była także utalentowaną wokalistką i gwiazdą Broadwayu. Ona i Hal Holbrook pobrali się w 1984 roku. Holbrook pojawiał się w serialu "Projektantki". Para zagrała także w ostatnim dla Carter projekcie - "That Evening Sun".
Zmarła w szpitalu w Huston na raka macicy.

## Filmografia
| Rok       | Produkcja                            | Postać                    | Uwagi                 |
| --------- | ------------------------------------ | ------------------------- | --------------------- |
| 1963      | The Doctors                          |                           |                       |
| 1974      | Tylko jedno życie                    | Dorian Cramer             |                       |
| 1974–1976 | The Edge of Night                    | Olivia Brandeis Henderson |                       |
| 1977      | The Andros Targets                   | Rita                      | sezon 1 odcinek 1     |
| 1977–1978 | On Our Own                           | April Baxter              | 22 odcinki            |
| 1979      | Out of the Blue                      | Marion Richards           | 12 odcinków           |
| 1980      | OHMS                                 | Nora Wing                 |                       |
| 1981      | The Killing of Randy Webster         | Billie Webster            |                       |
| 1982      | Cassie & Co.                         | Evelyn Weller             | sezon 1 odcinek 1     |
| 1982      | Bret Maverick                        | Hallie McCulloch          | sezon 1 odcinek 9     |
| 1982      | Best of the West                     | Mae Markham               | sezon 1 odcinek 19    |
| 1982      | Quincy, M.E.                         | Dr Alicia Ranier          | sezon 7 odcinek 19    |
| 1982      | Największy amerykański bohater       | Samantha O'Neill          | sezon 2 odcinek 22    |
| 1982      | Lou Grant                            | Jessica Lindner           | sezon 5 odcinek 21    |
| 1982–1983 | Filthy Rich                          | Carlotta Beck             | główna postać         |
| 1983      | Going Berserk                        | Angela                    |                       |
| 1984–1985 | Diff'rent Strokes                    | Maggie McKinney           | 28 odcinków           |
| 1986      | Crazy like a Fox                     |                           | sezon 2 odcinek 18    |
| 1986–1993 | Projektantki                         | Julia Sugarbaker MacElroy | główna postać         |
| 1994      | Perry Mason                          | Louise Archer             |                       |
| 1994      | The Gambler                          | Lillie Langtry            |                       |
| 1994      | Christy                              | Julia Huddleston          | sezon 2 odcinek 1 i 2 |
| 1995      | Dazzle                               | Lydie Kilkullen           |                       |
| 1995      | Diagnoza morderstwo                  | Patricia Purcell          | sezon 3 odcinek 4     |
| 1996      | Gone in the Night                    | Ann Dowaliby              |                       |
| 1997      | Fired Up                             | Rita                      | sezon 2 odcinek 1 i 9 |
| 1999–2000 | Ladies Man                           | Peaches                   | 9 odcinków            |
| 1999–2002 | Sprawy rodzinne                      | Randi King                | główna postać         |
| 1999      | Rodzinka Yamadów                     | dubbing                   |                       |
| 2000      | The Life & Adventures of Santa Claus | Necile                    | głos                  |
| 2001      | Jour de Fête                         | Carol                     |                       |
| 2003      | Comfort and Joy                      |                           |                       |
| 2004      | Sudbury                              |                           | sezon 1 odcinek 1     |
| 2004      | Prawo i porządek: sekcja specjalna   | Denise Brockmorton        | sezon 5 odcinek 16    |
| 2005      | Hope i Faith                         | Joyce Shanowski           | sezon 2 odcinek 22    |
| 2006–2007 | Gotowe na wszystko                   | Gloria Hodge              | 7 odcinków            |
| 2008      | Our First Christmas                  | Evie Baer                 |                       |
| 2009      | That Evening Sun                     | Ellen Meecham             |                       |